# Casale Litta
Casale Litta é uma comuna italiana da região da Lombardia, província de Varese, com cerca de 2.413 habitantes. Estende-se por uma área de 10 km², tendo uma densidade populacional de 241 hab/km². Faz fronteira com Bodio Lomnago, Crosio della Valle, Daverio, Inarzo, Mornago, Varano Borghi, Vergiate.

## Demografia
| Variação demográfica do município entre 1861 e 2011                               |
|                                                                                   |
| Fonte: Istituto Nazionale di Statistica (ISTAT) - Elaboração gráfica da Wikipedia |